# Лобан Дмитро Валентинович
Дмитро Валентинович Лобан (біл. Дзмітрый Валянцінавіч Лобан; нар.. 3 травня 1981) — білоруський паралімпійський лижник і біатлоніст, бронзовий призер Паралімпіади у Ванкувері, двічі срібний призер Паралімпіади у Пхенчхані, завоював медалі Кубка світу. Чоловік лижниці Лідії Графеєвої. Виступає в класі LW12.

## Життєпис
Дмитро Лобан — уродженець села Гончарі Берестейської області. Закінчив ПТУ, потім працював будівельником і займався сільськогосподарськими роботами в селі. У віці 22 років в результаті нещасного випадку потрапив під потяг, в результаті чого лікарі змушені були ампутувати йому ноги нижче коліна. Після програми реабілітації, пройденої в мінському спортивно-оздоровчому центрі реабілітації інвалідів, Дмитро займався танцями на візках і навіть став чемпіоном країни.
Пізніше Дмитро займався гонками на інвалідних візках і став найсильнішим у Білорусі, а в 2007 році захопився лижними гонками. На перших змаганнях посів 12-е місце серед 40 учасників. Двічі фінішував 4-м на чемпіонаті світу в Фінляндії, а на другий рік занять потрапив на п'єдестал змагань у Швеції. Володар Срібного глобуса 2009 року за підсумками Кубкового сезону як володар 2-го місця в загальному заліку. У 2010 році вперше здобув перемогу на етапі Кубка світу з лижних гонок у Франції, а на зимових Паралімпійських іграх у Ванкувері завоював свою першу нагороду в лижних гонках — бронзову медаль у гонці класичним стилем на 10 кілометрів. Дмитро виступав у Ванкувері з серйозною травмою, отриманою під час змагань. Після завоювання бронзової медалі він був удостоєний у себе на батьківщині нагороди «За волю до перемоги».
У 2014 році на Іграх в Сочі Дмитро Лобан, тренувавшись під керівництвом Юрія Бузанова, був заявлений на лижні гонки та біатлонні змагання. Він виступав у лижному спринті на 1 км, але не потрапив навіть до півфіналу, а на лижній дистанції 10 км зайняв 11-е місце і тим самим залишився без нагород в лижному спорті. У біатлоні він змагався на дистанціях 7,5 км (6-е місце), 12,5 км (8-е місце) і 15 км (7-е місце).
В 2018 році на Олімпіаді в Пхенчхані Дмитро, будучи капітаном паралімпійської збірної Білорусі, завоював срібну медаль у біатлонній гонці на 7,5 км. Він також виграв срібну медаль і в лижному спринті, показавши однаковий час у спринті з американцем Ендрю Соулом, але поступившись за результатами фотофінішу.
Дружина — Лідія Графеєва, паралімпійська лижниця. З нею Дмитро познайомився на зборі в протезному госпіталі, де Лідія проходила реабілітацію після отриманої в аварії травми.